# Antoni Albalat Salanova
Antoni Albalat Salanova (Castelló de la Plana, 2 de desembre de 1961) és un poeta i periodista valencià. Es graduà a l'Escola Universitària de Formació del Professorat d'EGB de Castelló, especialitat de Ciències Humanes. Ha treballat com a guionista de programes culturals a Ràdio Castelló de la Cadena Ser (1984 –1990) i Canal 9 Ràdio (1990 –1993). És col·laborador del diari Levante-EMV, i ha estat corresponsal a Castelló d'El País, El Temps i El Observador de la Actualidad. També col·laborà amb el Butlletí de la Societat Castellonenca de Cultura. Actualment és tècnic d'informació i assessorament lingüístic de la Universitat Jaume I i membre de l'Associació d'Escriptors en Llengua Catalana (AELC). El 1999 va guanyar el Premi Vicent Andrés Estellés de poesia.

## Obres

### Narrativa
- Aviram espars. Vila-real: Ajuntament, 1989
- La ploma de vidre. Alzira: 7 i mig, 1998[3]

### Poesia
- Cinerari de tardor. Nul·les: Ajuntament, 1993
- L'herència dels hidroavions. Alzira: Germania, 1995
- Llibre dels grills. Vila-real: Ajuntament, 1998
- Quines bèsties!. Alzira: Bromera, 1998 [infantil]
- Llibre de voliaines. València: Tres i Quatre, 1999
- Tardor a Llareggubb (amb Lluís Bartomeu Meseguer Pallarés). Alacant: Aguaclara, 1999
- Mar Jaspi. Castelló de la Plana: Ajuntament, 2000
- Els peus de la boira. Lleida: Pagès, 2001
- Gàbia de poesia. Castelló de la Plana: Ajuntament, 2001
- Ritmos: Matemáticas e imágenes. (Haikus) Amb altres autors. Madrid. Nivola Libros y Ediciones, 2002
- Tords. L'Alcora: Ajuntament, 2003
- Tractat del caos. València: Tres i Quatre, 2004
- Baelo Clavdia. Poemes de la factoria de graum, dins Claudia de Vilafamés. La poesia del bodegó. Castelló de la Plana: Diputació Provincial de Castelló, 2011
- Love is. Benicarló: Onada, 2014.
- Cosmos d'aram. (poemes de Balma Albalat Oliver, fractals d'Antoni Albalat). El petit editor. Carcaixent. 2015.
- Güija. Poemes Visuals. Pliegos de la Visión núm. 105. Canal de Navarrés: Babilonia. Paco Pérez Belda. 2021.

## Premis literaris
- Ciutat de Vila-real de narrativa, 1988: Aviram espars[4]
- Vila de Nules de poesia, 1992: Cinerari de tardor
- Ciutat de Vila-real de poesia, 1997: Llibre dels grills
- Les Nits Màgiques del Django's de poesia, 1998: La ploma de vidre
- Samaruc de l'Associació de Bibliotecaris Valencians, 1998: Quines bèsties!
- Tardor de Poesia, 1998: Tardor a Llareggubb
- Vicent Andrés Estellés de poesia, 1999: Llibre de voliaines
- Miquel Peris i Segarra de poesia de Castelló de la Plana, 2000: Mar Jaspi
- Maria Mercè Marçal de poesia, 2001: Els peus de la boira
- Ciutat d'Elx de poesia, 2003: Tractat del caos
- Jaume Bru i Vidal de poesia, 2013: Love is